# Rivière Nipissing
La rivière Nipissing est une rivière du bassin hydrographique de la rivière des Outaouais dans le territoire non organisé Sud du district de Nipissing, dans le Nord-Est de l'Ontario, au Canada. La rivière se trouve entièrement dans le parc provincial Algonquin et est un affluent rive gauche de la rivière Petawawa .

## Cours
La rivière débute au lac Big Bob dans le canton géographique de Paxton et coule vers l'est, traverse brièvement le canton géographique de Butt et le canton géographique de Devine, tourne au nord dans le canton géographique de Biggar, puis revient vers l'est, au-dessus du barrage de Stewart et à travers les rapides Allen, et dans la zone géographique Osler Canton. Il continue vers l'est sur le barrage Graham, les chutes High et le barrage Gauthier, pénètre dans le canton de Lister, traverse le barrage Perley et le barrage Rolling et se jette dans le lac Cedar sur la rivière Petawawa, de l'autre côté du lac de la communauté de Brent. La Petawawa coule via la rivière des Outaouais jusqu'au fleuve Saint-Laurent.

## Affluents
- Ruisseau Plumb (droite)
- Ruisseau Nadine (gauche)
- Ruisseau Osler (gauche)
- Ruisseau Coldspring (droite)
- Kelley Creek (gauche)
- Ruisseau Gibson (gauche)
- Ruisseau Squawk (droite)
- Wolfland Creek (gauche)
- Ruisseau Beaverpaw (droite)
- Shag Creek (droite)
- Ruisseau Loontail (droite)
- Ruisseau Chibiabos (droite)